# Tore wie gemalt
Tore wie gemalt ist ein 2024 erschienenes Fußballbuch des bei der Süddeutschen Zeitung tätigen deutsch-chilenischen Journalisten Javier Cáceres. 

## Inhalt
In dem Werk finden sich 118 Darstellungen von wichtigen Toren der Fußballgeschichte. Zum einen beschreibt der jeweilige Torschütze die Entstehung der Treffer. Zum anderen sind die Situationen von dem jeweiligen Spieler auch zeichnerisch festgehalten worden. Ergänzt wird dies durch Angaben zum Wettbewerb, Datum und Ort des maßgeblichen Spiels. Das zeitlich am weitesten zurückliegende Tor erzielte der Argentinier Alfredo di Stéfano im Jahre 1948, das jüngste Tor gelang dem deutschen Spieler Kai Havertz im Finale der UEFA Champions League 2021/22 für den FC Chelsea.   
Im Nachwort berichtet Cáceres, dass die erste Zeichnung im Oktober 2005 von dem chilenischen Spieler Leonel Sánchez angefertigt wurde, weil er dessen mündliche Darstellung eines im Viertelfinale der Fußball-Weltmeisterschaft 1962 gegen die Mannschaft der Sowjetunion und deren Torwart Lew Jaschin erzielten Tores nicht verstanden hatte. Dies brachte Cáceres auf die Idee, ähnliche Statements und Zeichnungen auch von anderen bekannten Spielern einzuholen.
In einem Vorwort beschäftigt sich der argentinische Spieler und Trainer Jorge Valdano mit der zentralen Bedeutung von Toren für den Fußball. Am Ende des Buches finden sich Kurzbiographien aller Torschützen.

## Ausgabe
- Tore wie gemalt. Insel Verlag, Berlin 2024, ISBN 978-3-458-64444-6